# 이치카와촌 (나가노현)
이치카와촌(市川村)은 나가노현 시모타카이군에 있던 촌이다. 현재의 노자와온센촌에 해당한다.

## 역사
- 1889년 4월 1일 - 정촌제 시행에 의해 무시유촌, 나나카마키촌, 히라하야시촌, 히가시오타키촌의 구역을 확장해 성립하였다.
- 1956년 9월 30일 - 구 노자와온센촌과 합병해, 새로운 노자와온센촌이 성립하여 동일 이치카와촌은 폐지되었다.

## 교통

### 도로
- 국도 제117호선

## 참고문헌
- 角川日本地名大辞典 20 長野県